# Freedesktop.org
freedesktop.org는 X 윈도 시스템 및 이를 기반으로 하는 데스크톱과 관련된 정보 처리 상호 운용 및 공용 기술을 규격 문서화하고 해당 요소들을 사용하는 오픈 소스 소프트웨어 프로젝트들을 호스팅하는 사이트이다.

## 현재 호스팅되고 있는 프로젝트들
- X.Org 서버: 공식 X11 공식 규격 구현물. 현재 버전은 XFree86의 라이선스 변경 직전 버전에서 파생된 버전이다.
- D-Bus: KDE의 DCOP, GNOME의 보노보와 비슷한 역할을 하는 메시지 버스
- 하드웨어 추상화 계층(HAL): 일관성 있는 초-운영체제적 계층
- fontconfig: 글꼴 검색, 글꼴 이름 변경 등 글꼴 관련 작업을 수행하는 라이브러리
- Xft: 프리타입을 사용하는 안티앨리어싱 처리된 글꼴
- 카이로: 초-장치적 차원에서의 출력을 지원하는 벡터 그래픽스 라이브러리
- 직접 렌더링 장치(DRI): 사용자가 X 서버에 어떤 자료를 전송하지 않고도 안전하게 비디오 하드웨어에 접속할 수 있게 해 주는 인터페이스
- GStreamer: 초-플랫폼적 멀티미디어 프레임워크
- 메사 3D: OpenGL 구현물
- X C 바인딩: Xlib 대체물
- GTK-Qt 엔진: Qt를 통하여 위젯을 그려 Qt 애플리케이션과 GTK+ 애플리케이션 사이의 외형적 위화감을 완화하는 GTK+용 엔진
- PolicyKit: 시스템 전역적 인증 관리 도구
- Poppler: PDF 렌더링 라이브러리
- Wayland: X.Org 대체물